# Villa di Grignano
La villa di Grignano è un edificio storico di Pontassieve, situato in via di Grignano 22.

## Storia e descrizione
La villa sorse come dipendenza del castello di Grignano, appartenuto ai conti Guidi e distrutto dopo la battaglia di Campaldino nel 1289. Queste terre furono quindi assoggettate da Firenze, che poi le concesse per un periodo ai frati dell'Abbazia di Vallombrosa. Successivamente, quello che doveva già comprendere una "casa da signore" al centro delle tenuta agricola, entrò nel patrimonio personale di Caterina de' Medici, che dopo essere partita per la Francia la donò al suo confessore e banchiere, il vescovo Enrico Gondi. Nel 1509 è ricordata come di proprietà di Antonfrancesco Gondi, la cui famiglia possedeva anche la confinante villa Bossi. Comprendeva all'epoca quattro poderi nel Popolo di San Niccolò a Vico, nella podesteria di Ponte a Sieve. I Gondi la ingrandirono e abbellirono nel Settecento, realizzandone la grande facciata a 9 assi. 
Nel 1972 fu venduta alla famiglia Inghirami, originaria di Volterra, che ancora la possiede e vi produce vino (Chianti Rufina), olio extravergine e altri prodotti.